# Yusuke Minagawa
Yusuke Minagawa (皆川 佑介, Minagawa Yusuke, Tokorozawa, 9 oktober 1991) is een Japans voetballer die als aanvaller speelt.

## Clubcarrière

### Sanfrecce Hiroshima
In 2014 tekende Minagawa een contract bij Sanfrecce Hiroshima. Na in het begin van het seizoen enkel als bankzitter gefungeerd te hebben, maakte hij op 12 juli 2014 zijn basisdebuut in de bekerwedstrijd tegen Fukuoka University. Minigawa scoorde het laatste doelpunt in een 5-2 overwinning. Een week later volgde zijn debuut in de J1 League tegen Omiya Ardija toen hij in de slotminuten inviel. Zeven dagen later was hij in de wedstrijd tegen Kashiwa Reysol voor het eerst trefzeker voor de club in competitieverband. Hij sloot zijn eerste seizoen af met 26 officiële wedstrijden en 5 doelpunten.
Het volgende seizoen was hij opnieuw vaak wisselspeler, maar kwam hij gaandeweg het seizoen steeds vaker aan spelen toe. In de beker was Minagawa drie rondes achter elkaar trefzeker en zag hij hoe zijn team pas in de halve finale werd uitgeschakeld door Gamba Osaka. Daarnaast nam Minagawa met Sanfrecce Hiroshima deel aan het wereldkampioenschap voetbal voor clubs 2015 en was hij trefzeker in de eerste ronde tegen het Nieuw-Zeelandse Auckland City FC. Na overwinningen op Auckland City, TP Mazembe, River Plate won Sanfrecce Hiroshima de wedstrijd om de derde plaats van Guangzhou Evergrande. Minagawa speelde 3 van de 4 wedstrijden mee.
Na in het seizoen 2016/17 wederom veelal als invaller gefungeerd te hebben, werd Minagawa in het seizoen 2017/18 eerste spits van Sanfrecce Hiroshima.

## Interlandcarrière
Minagawa maakte op 5 september 2014 zijn debuut in het Japans voetbalelftal tijdens een vriendschappelijke wedstrijd tegen Uruguay.

## Statistieken
| Japans voetbalelftal | Japans voetbalelftal | Japans voetbalelftal |
| Jaar                 | Wed.                 | Dlp.                 |
| -------------------- | -------------------- | -------------------- |
| 2014                 | 1                    | 0                    |
| Totaal               | 1                    | 0                    |

## Erelijst
Sanfrecce Hiroshima
J1 League - 2015